# Julia Darvas
Julia Darvas (auch Julia Susslar) (* 13. August 1929 in Budapest, Ungarn; † 15. November 2014 in São Paulo, Brasilien), war eine Tänzerin und Sängerin.

## Leben
Als Tochter einer ungarischen Mutter und eines österreichischen Vaters lebte sie zunächst in Rumänien. Zu Beginn des Zweiten Weltkriegs emigrierte die Familie nach Istanbul in die Türkei.
Hier traf sie auch auf ihren späteren Partner Nicolas Darvas, mit dem sie später als Darvas & Julia auftrat.
Im Laufe ihrer Karriere nahm Julia auch Gesangsunterricht in London und trat auch als Solokünstlerin unter dem Namen Julia auf. In den Jahren 1956 und 1957 veröffentlichte sie zwei Schallplatten unter dem Label His Master’s Voice.

## Musikaufnahmen
- 1956 – Noche da Ronde – Old French Quarter of New Orleans, EA 4283 HMV – UK
- 1957 – The Magican – Te Quiero, EA 4293 HMV – UK